# Reilly
Pour les articles homonymes, voir Reilly (homonymie).
Reilly est une commune française située dans le département de l'Oise en région Hauts-de-France.

## Géographie
|            | Chaumont-en-Vexin |                        |
| Delincourt | Reilly            | Liancourt-Saint-Pierre |
|            | Boubiers          |                        |

Reilly est un petit village du Vexin français baigné par le Réveillon. Reilly  est à 5 km de Chaumont-en-Vexin et à 6 km de Gisors. Ce village médiéval est considéré comme étant l'un des plus jolis de Picardie.

### Hydrographie
La commune est située dans le bassin Seine-Normandie. Elle est drainée par le Reveillon, le Réveillon et le ruisseau de Frangicourt,,.
Le Réveillon, d'une longueur de 11 km, prend sa source dans la commune de Boubiers et se jette  dans l'Epte à Gisors, après avoir traversé six communes. 

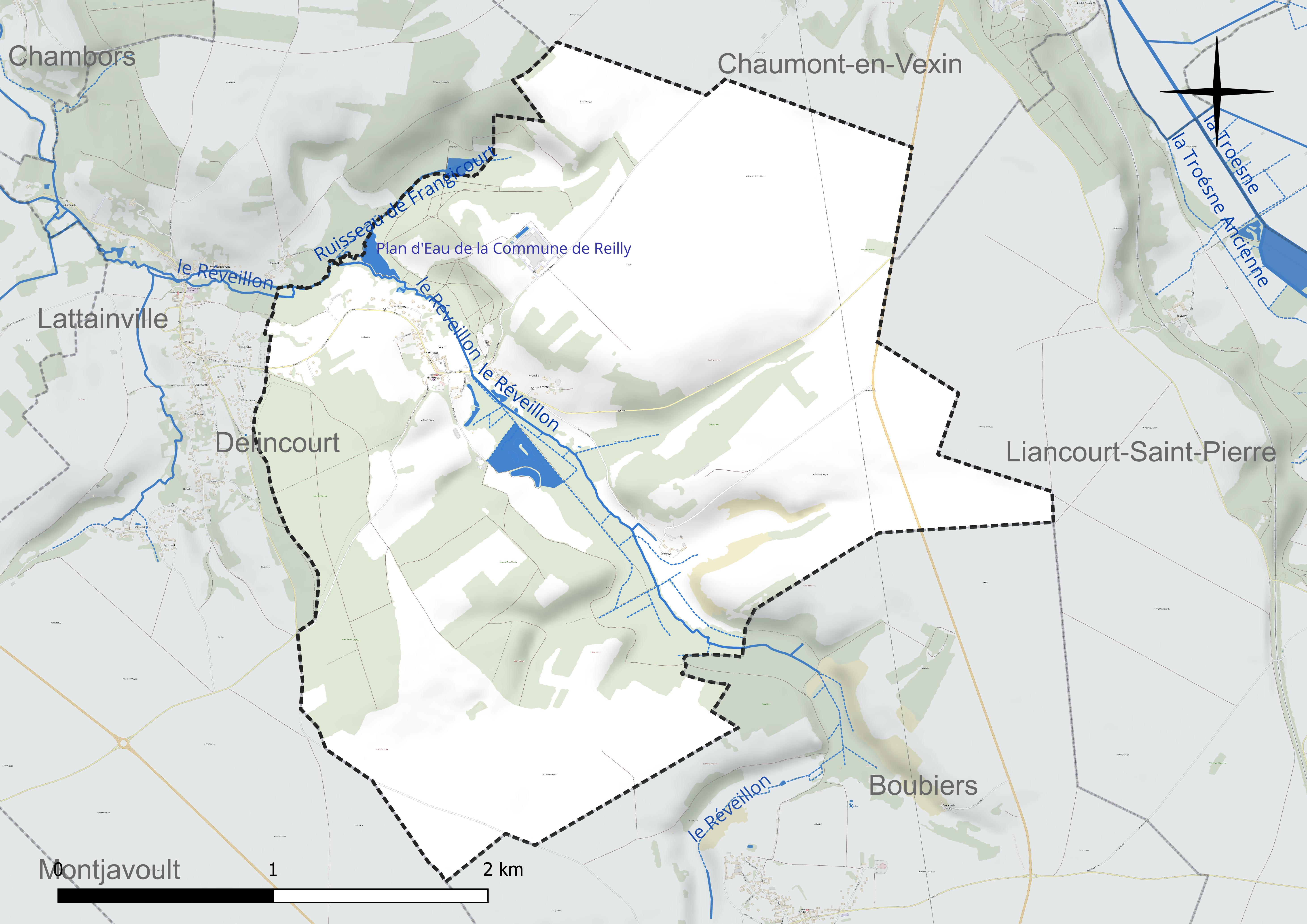
Réseau hydrographique de Reilly.

Un plan d'eau complète le réseau hydrographique : le plan d'eau de la commune de Reilly, d'une superficie totale de 1,5 ha (1,4 ha sur la commune),.

### Climat
Pour des articles plus généraux, voir Climat des Hauts-de-France et Climat de l'Oise.
En 2010, le climat de la commune est de type climat océanique dégradé des plaines du Centre et du Nord, selon une étude du CNRS s'appuyant sur une série de données couvrant la période 1971-2000. En 2020, Météo-France publie une typologie des climats de la France métropolitaine dans laquelle la commune est exposée à un climat océanique et est dans la région climatique  Sud-ouest du bassin Parisien, caractérisée par une faible pluviométrie, notamment au printemps (120 à 150 mm) et un hiver froid (3,5 °C). 
Pour la période 1971-2000, la température annuelle moyenne est de 10,6 °C, avec une amplitude thermique annuelle de 14,5 °C. Le cumul annuel moyen de précipitations est de 736 mm, avec 10,9 jours de précipitations en janvier et 7,9 jours en juillet. Pour la période 1991-2020, la température moyenne annuelle observée sur la station météorologique la plus proche, située sur la commune de Jaméricourt à 7 km à vol d'oiseau, est de 11,0 °C et le cumul annuel moyen de précipitations est de 695,7 mm,. Pour l'avenir, les paramètres climatiques de la commune estimés pour 2050 selon différents scénarios d'émission de gaz à effet de serre sont consultables sur un site dédié publié par Météo-France en novembre 2022.

## Urbanisme

### Typologie
Au 1er janvier 2024, Reilly est catégorisée commune rurale à habitat dispersé, selon la nouvelle grille communale de densité à sept niveaux définie par l'Insee en 2022.
Elle est située hors unité urbaine. Par ailleurs la commune fait partie de l'aire d'attraction de Paris, dont elle est une commune de la couronne,. 

### Occupation des sols
L'occupation des sols de la commune, telle qu'elle ressort de la base de données européenne d'occupation biophysique des sols Corine Land Cover (CLC), est marquée par l'importance des territoires agricoles (68 % en 2018), une proportion identique à celle de 1990 (68 %). La répartition détaillée en 2018 est la suivante : 
terres arables (62,8 %), forêts (32 %), zones agricoles hétérogènes (5,2 %). L'évolution de l'occupation des sols de la commune et de ses infrastructures peut être observée sur les différentes représentations cartographiques du territoire : la carte de Cassini (XVIIIe siècle), la carte d'état-major (1820-1866) et les cartes ou photos aériennes de l'IGN pour la période actuelle (1950 à aujourd'hui).

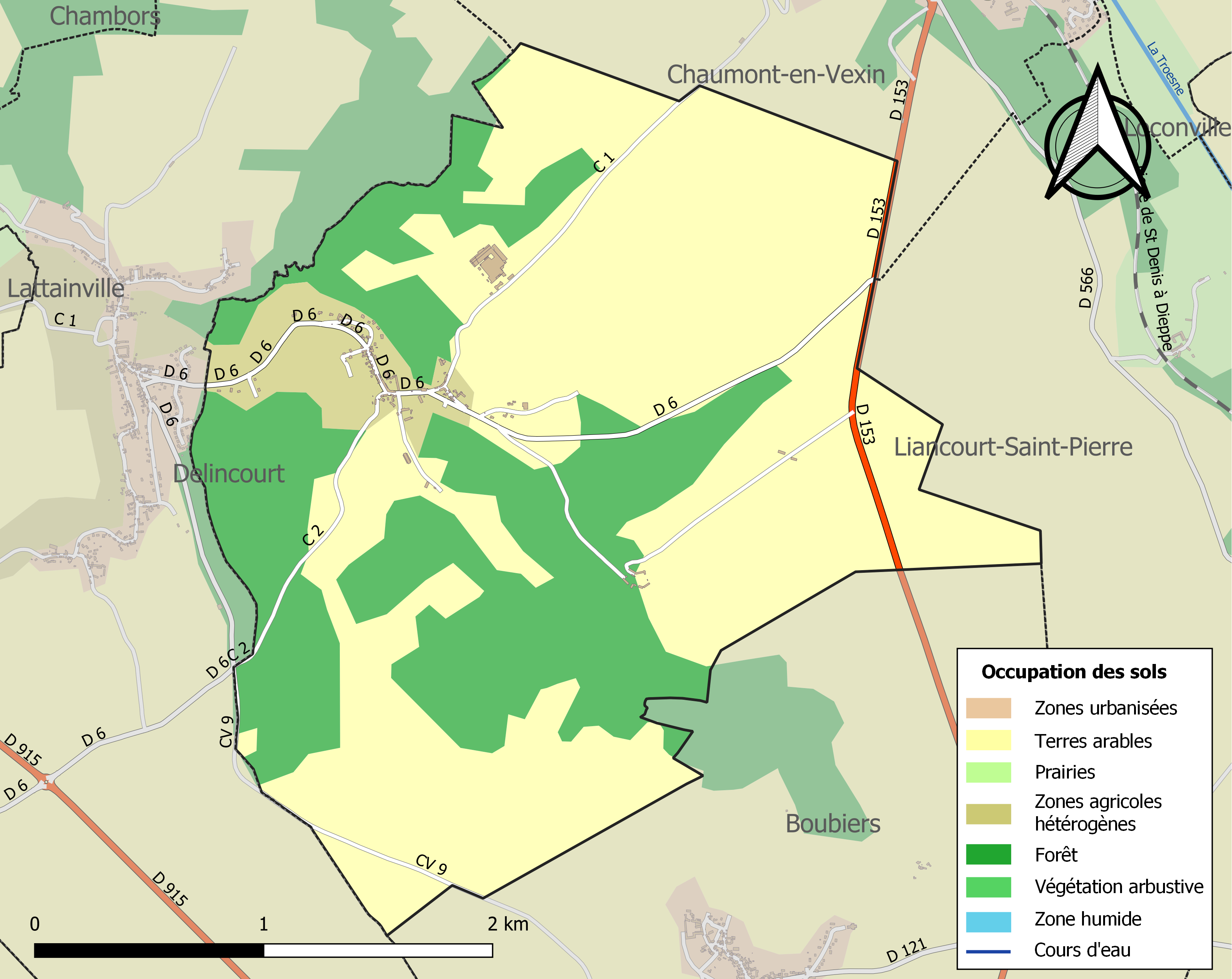
Carte des infrastructures et de l'occupation des sols de la commune en 2018 (CLC).

### Voies de communication et transports
La commune est desservie, en 2023, par les lignes 6106 et 6136 du réseau interurbain de l'Oise.

## Toponymie
Le nom de la localité est mentionné sous la forme Rehli en 1150, du nom latin Regulius avec le suffixe acum ; mais peut-être aussi: « le village du Réveillon ».

## Politique et administration
| Période                                  | Période                         | Identité          | Étiquette | Qualité                        |
| ---------------------------------------- | ------------------------------- | ----------------- | --------- | ------------------------------ |
| Les données manquantes sont à compléter. |                                 |                   |           |                                |
| mars 1977                                | 2008                            | Maurice Journée   |           |                                |
| mars 2008                                | En cours (au 25 septembre 2014) | Patrick Desruelle | LR        | Réélu pour le mandat 2014-2020 |

## Population et société

### Démographie

#### Évolution démographique
L'évolution du nombre d'habitants est connue à travers les recensements de la population effectués dans la commune depuis 1793. Pour les communes de moins de 10 000 habitants, une enquête de recensement portant sur toute la population est réalisée tous les cinq ans, les populations de référence des années intermédiaires étant quant à elles estimées par interpolation ou extrapolation. Pour la commune, le premier recensement exhaustif entrant dans le cadre du nouveau dispositif a été réalisé en 2006.

En 2022, la commune comptait 116 habitants, en évolution de −7,2 % par rapport à 2016 (Oise : +0,87 %, France hors Mayotte : +2,11 %).
| 1793 | 1800 | 1806 | 1821 | 1831 | 1836 | 1841 | 1846 | 1851 |
| ---- | ---- | ---- | ---- | ---- | ---- | ---- | ---- | ---- |
| 142  | 156  | 142  | 102  | 123  | 125  | 124  | 117  | 131  |

| 1856 | 1861 | 1866 | 1872 | 1876 | 1881 | 1886 | 1891 | 1896 |
| ---- | ---- | ---- | ---- | ---- | ---- | ---- | ---- | ---- |
| 144  | 138  | 130  | 133  | 132  | 113  | 103  | 127  | 120  |

| 1901 | 1906 | 1911 | 1921 | 1926 | 1931 | 1936 | 1946 | 1954 |
| ---- | ---- | ---- | ---- | ---- | ---- | ---- | ---- | ---- |
| 107  | 109  | 113  | 104  | 98   | 87   | 90   | 105  | 86   |

| 1962 | 1968 | 1975 | 1982 | 1990 | 1999 | 2006 | 2011 | 2016 |
| ---- | ---- | ---- | ---- | ---- | ---- | ---- | ---- | ---- |
| 100  | 147  | 144  | 126  | 160  | 165  | 155  | 120  | 125  |

| 2021 | 2022 | - | - | - | - | - | - | - |
| ---- | ---- | - | - | - | - | - | - | - |
| 120  | 116  | - | - | - | - | - | - | - |

#### Pyramide des âges
En 2018, le taux de personnes d'un âge inférieur à 30 ans s'élève à 27,2 %, soit en dessous de la moyenne départementale (37,3 %). À l'inverse, le taux de personnes d'âge supérieur à 60 ans est de 26,4 % la même année, alors qu'il est de 22,8 % au niveau départemental.
En 2018, la commune comptait 59 hommes pour 69 femmes, soit un taux de 53,91 % de femmes, largement supérieur au taux départemental (51,11 %).
Les pyramides des âges de la commune et du département s'établissent comme suit.
| Hommes | Classe d’âge | Femmes |
| ------ | ------------ | ------ |
| 1,7    | 90 ou +      | 1,5    |
| 5,2    | 75-89 ans    | 3,0    |
| 19,0   | 60-74 ans    | 22,4   |
| 36,2   | 45-59 ans    | 28,4   |
| 13,8   | 30-44 ans    | 14,9   |
| 12,1   | 15-29 ans    | 17,9   |
| 12,1   | 0-14 ans     | 11,9   |

| Hommes | Classe d’âge | Femmes |
| ------ | ------------ | ------ |
| 0,5    | 90 ou +      | 1,4    |
| 5,5    | 75-89 ans    | 7,6    |
| 15,6   | 60-74 ans    | 16,3   |
| 20,8   | 45-59 ans    | 20     |
| 19,4   | 30-44 ans    | 19,4   |
| 17,6   | 15-29 ans    | 16,2   |
| 20,6   | 0-14 ans     | 19,1   |

## Économie
- Usine Valeo (Ex - Paul-Journée): conditionne des balais d'essuie-glaces.

## Culture locale et patrimoine

### Lieux et monuments
- Église Saint-Aubin des XIe, XIIe et XIIIe siècles.
- Manoir Saint-Germer du XIVe siècle.
- Moulin à eau du XVe siècle, alimenté par le Réveillon.
- Ferme Saint-Aubin des XVe et XVIe siècles.
- Château du XIXe siècle.
- Lavoir.
- Domaine de Courtieux.

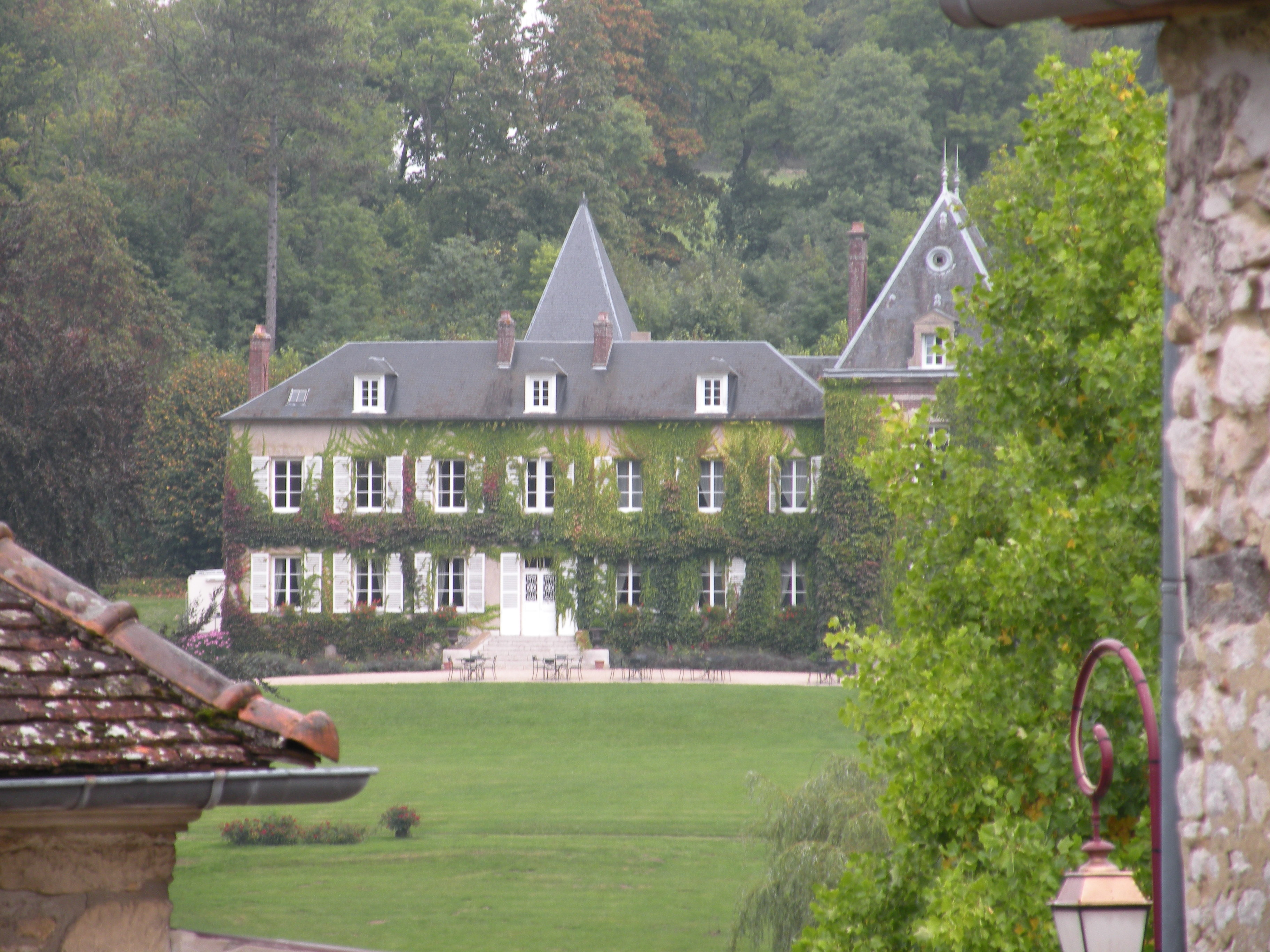
Le château.
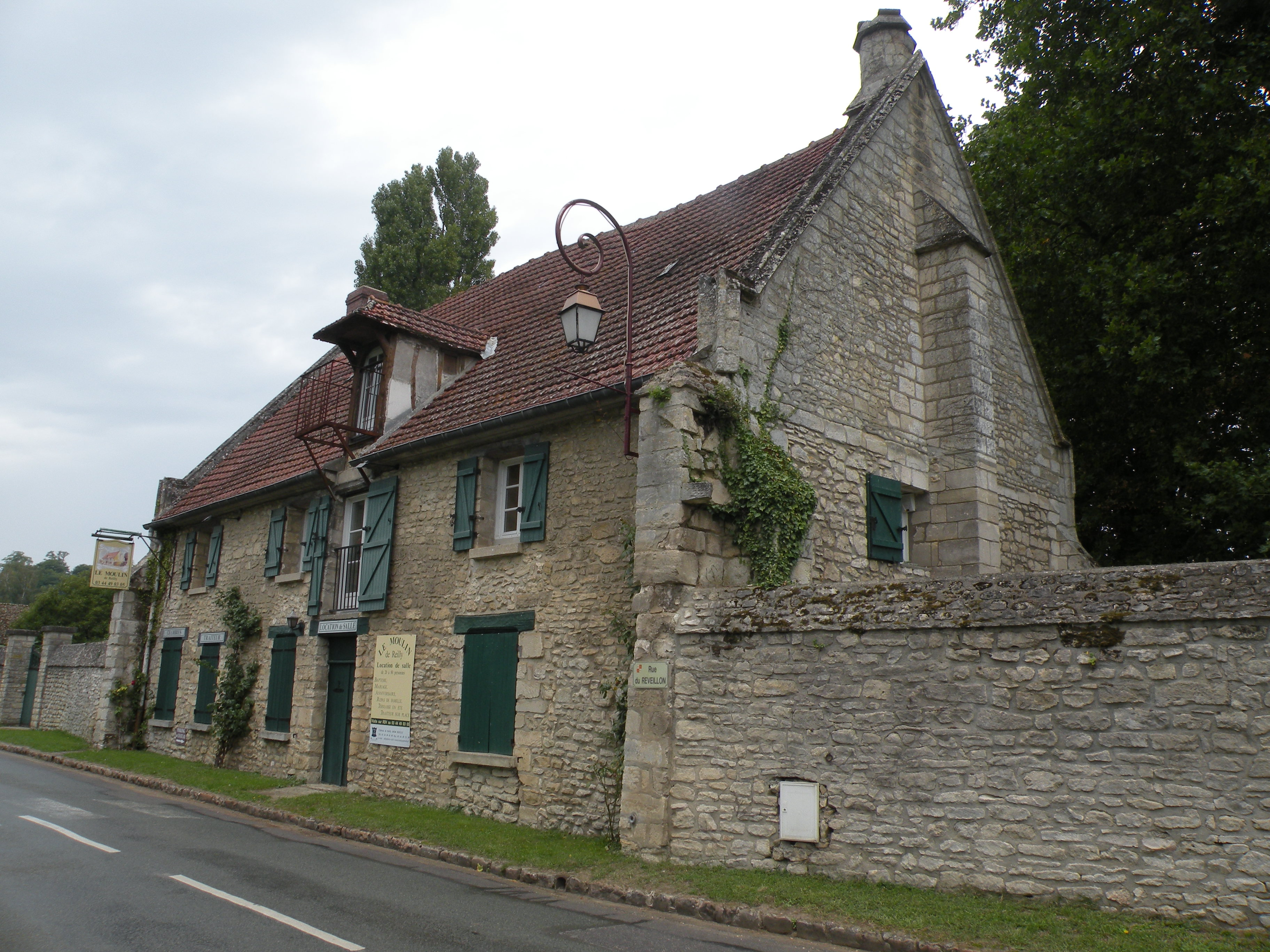
Le moulin.
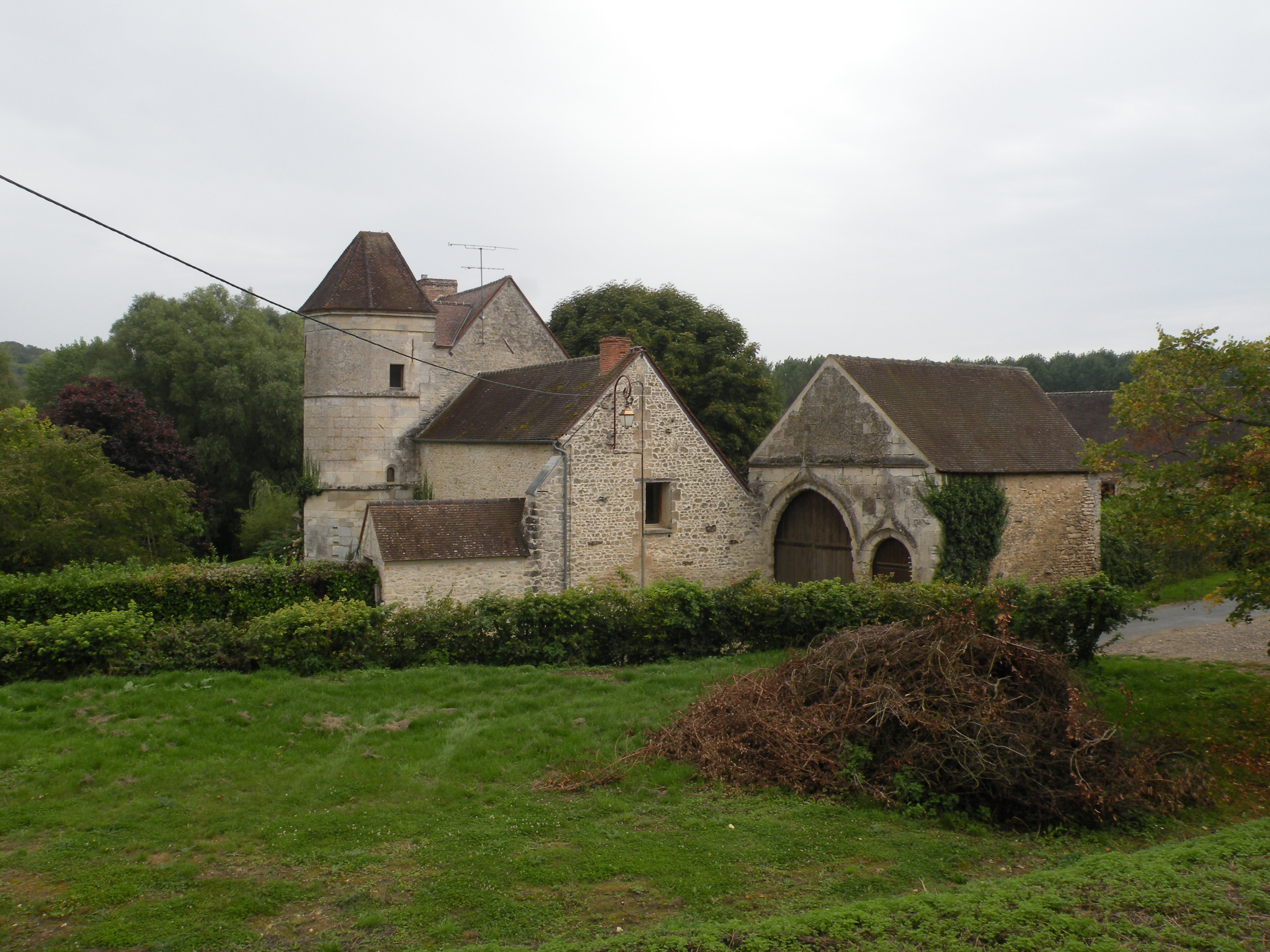
La ferme Saint-Aubin.
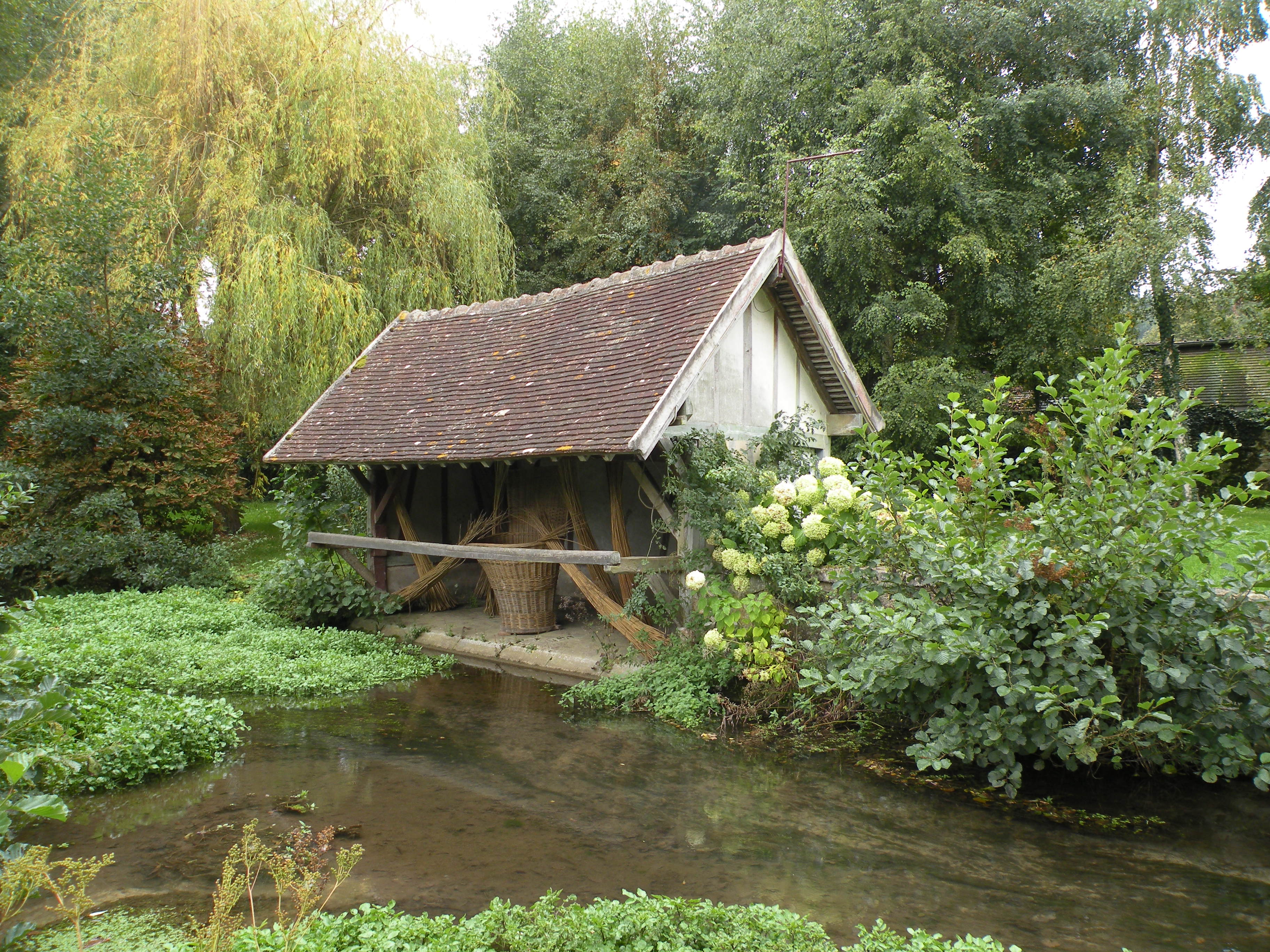
Le lavoir.

### Personnalités liées à la commune
- Michel Patrix (1917-1973), artiste peintre de l'École de Paris, vécut à Reilly avec sa famille, dont son fils Blaise Patrix (1953-) également artiste peintre.

### Héraldique
| Armes de Reilly | Les armes de Reilly se blasonnent ainsi : écartelé d'argent et de gueules, en 1 et 4 d'argent au lévrier de sable et en 2 et 3 de gueules à l'étoile d'or à 6 rais. |